# كرمة ملتحية
الكرمة الملتحية نوع نباتي بري ينتمي إلى جنس الكرمة من الفصيلة الكرمية.

## البيئة والانتشار
موطنها جنوب وجنوب شرق آسيا حيث ينتشر في شمال الهند وشمال ميانمار وكمبوديا.

## الوصف النباتي
نبات معمر متسلق. النورات عنقودية. الثمرة عوزة (عنبة).